# 파딘 칸
파딘 칸(Fardeen Khan, 1974년 3월 8일 ~ )은 인도의 배우이다.

## 출연 작품
- 파운드 어 그룸 (2010)
- 애시드 팩토리 (2009)
- 올 더 베스트: 펀 비긴스 (2009)
- 달링 (2007)
- 헤비 베이비 (2007)
- 매리지 넘버 원 (2005)
- 노 엔트리 (2005)
- 고스트 (2003)
- 정글 (2000)